# Экономика Реюньона
Экономика острова Реюньон традиционно опиралась на сельское хозяйство. На протяжении более века основным экспортным товаром был сахарный тростник, на который в отдельные периоды приходилось до 85 % экспорта. В последние десятилетия правительство Реюньона также активно стимулировало развитие туристической индустрии с целью снижения высокого уровня безработицы, который в прошлом достигал более 40 % трудоспособного населения.
Несмотря на относительную привлекательность ВВП на душу населения по сравнению с соседними странами, экономическая ситуация остаётся сложной. Так, в 2007 году номинальный ВВП на душу населения Реюньона составлял около €17 146 (US$23 501) что составляло лишь 57 % уровня метрополии Франции (около €30 140). 

## Другие экспортные продукты
- Эфирное масло (в основном ветивер и герань с ароматом розы)
- Бурбонская ваниль
- Рыба и морепродукты, в основном тунец, рыба-меч и патагонский клыкач

В последние годы правительство также уделяет внимание развитию современных отраслей, таких как возобновляемая энергия и креативные индустрии, что должно способствовать диверсификации экономики острова.

## Ключевые факторы современной экономики Реюньона
- Структурная зависимость от сельского хозяйства. Несмотря на усилия по диверсификации, традиционные отрасли по-прежнему играют важную роль, что сказывается на уровне безработицы и социальном неравенстве.
- Социально-экономическая напряжённость[3]. Значительный разрыв между богатыми и бедными вызывает периодические социальные волнения, как это уже случалось в 1991 году[4].
- Динамика ВВП и уровень жизни. По оценкам, к 2023 году номинальный ВВП на душу населения Реюньона вырос до примерно €20 000, что остаётся значительно ниже показателей метрополии Франции (около 66–70 % от уровня континентальной Франции).

- Проблемы занятости и бедности. Остров остаётся одним из департаментов Франции с наивысшим уровнем бедности – порядка 40–42 % населения[5]. Это порождает высокую социальную нагрузку и стимулирует государственную политику, направленную на поддержку уязвимых слоёв населения.

## Свежие тенденции и перспективы (2023–2025)
- Диверсификация экономики. Помимо традиционных секторов, власти Реюньона внедряют программы по развитию туризма, малых инновационных предприятий и возобновляемой энергетики. Ожидается, что данные направления постепенно будут способствовать росту ВВП и улучшению уровня жизни.
- Инвестиции в инфраструктуру. Правительство активно инвестирует в модернизацию транспортной и энергетической инфраструктуры, что должно снизить издержки и повысить конкурентоспособность острова.
- Социальные программы. Для смягчения последствий неравенства и бедности реализуются новые меры социальной поддержки, включая программы по профессиональному обучению и повышению квалификации, а также поддержку малого и среднего бизнеса.

- Экологическая устойчивость. С учётом глобальных климатических вызовов, Реюньон делает ставку на развитие возобновляемых источников энергии и экологически чистых технологий в сельском хозяйстве, что является важным шагом на пути устойчивого развития.

## Статистические данные
- Валюта: 1 евро (знак: €; код: EUR) = 100 центов
- Курсы обмена: см.: Курс обмена евро
- Финансовый год: календарный год
- Население: по последним оценкам, численность населения Реюньона в 2025 году составит около 928 – 931 тысяч человек.
- ВВП: Общий объём ВВП Реюньона к 2007 году составлял 18,8 млрд долларов США[1]; по обновленным оценкам с учётом динамики последних лет, общий ВВП в 2023–2025 годах оценивается в диапазоне 20–25 млрд долларов.